# Reformerta kyrkornas världsallians
Reformerta kyrkornas världsallians, World Alliance of Reformed Churches (WARC) var ett internationellt samarbetsorgan för kyrkor med kopplingar till den reformerta kyrkan.  

## Historia
Reformerta världsalliansen (WARC) skapades 1970 genom en sammanslagning av två samarbetsorgan, ett som representerade presbyterianska och reformerta kyrkor, och ett annat som bestod av kongregationalistiska kyrkor. 
WARC var en gemenskap av 75 miljoner reformerta kristna i 214 kyrkor i 107 länder.  Bland WARC:s medlemmar återfanns Svenska Missionskyrkan, kongregationalistiska, presbyterianska, reformerta och unierade kyrkor med historiska rötter i 1500-talets reformation. 
WARC:s sekretariat finns i Genève i Schweiz. Man hade ett nära samarbete med kyrkornas världsråd.
Den 1 februari 2006 meddelade ledarna för WARC (Clifton Kirkpatrick) och Reformerta ekumeniska rådet (Douwe Visser) att de båda organisationerna skulle gå samman i World Communion of Reformed Churches. Detta skedde i juni 2010.

## Medlemmar
- Algeriet
  - Protestant Church of Algeria
- Amerikanska Samoa
  - Congregational Christian Church in American Samoa
- Angola
  - Evangelical Reformed Church of Angola
- Argentina
  - Evangelical Church of the River Plate
  - Reformed Churches in Argentina
  - Evangelical Congregational Church
  - Swiss Evangelical Church
- Australien
  - Uniting Church in Australia
  - Congregational Federation of Australia
- Belgien
  - United Protestant Church in Belgium
- Bermudas
  - Church of Scotland
- Bolivia
  - Evangelical Presbyterian Church in Bolivia
- Botswana
  - Dutch Reformed Church in Botswana
- Brasilien
  - Presbyterian Church of Brazil
  - Independent Presbyterian Church of Brazil
  - United Presbyterian Church of Brazil
  - Christian Reformed Church of Brazil
  - Evangelical Reformed Churches in Brazil
  - Arab Evangelical Church of Sao Paulo
- Bulgarien
  - Union of Evangelical Congregational Churches in Bulgaria
- Burkina Faso
  - Reformed Evangelical Church of Burkina Faso
- Burma
  - Mara Evangelical Church
  - Independent Presbyterian Church of Myanmar
  - The Presbyterian Church of Myanmar
- Centralafrikanska republiken
  - Protestant Church of Christ the King
- Chile
  - Presbyterian Church of Chile
  - National Presbyterian Church
  - Presbyterian Evangelical Church in Chile
- Colombia
  - Presbyterian Synod
- Costa Rica
  - Costarrican Presbyterian Evangelical Church
- Danmark
  - Den reformerte Synode i Danmark
- Dominikanska republiken
  - Dominican Evangelical Church
- Ecuador
  - United Evangelical Church of Ecuador
- Egypten
  - The Evangelical Church - Synod of the Nile
- El Salvador
  - Reformed Calvinist Church of El Salvador
- Ekvatorial-Guinea
  - Presbyterian Church of Equatorial Guinea
- Etiopien
  - Ethiopian Evangelical Church Mekane Yesus
- Filippinerna
  - United Church of Christ in the Philippines
  - United Evangelical Church of Christ
- Frankrike
  - Reformed Church of France
  - Reformed Church of Alsace and Lorraine
  - Malagazy Protestant Church
- Franska Polynesien
  - Evangelical Church of French Polynesia
- Förenade Kungadömet
  - Church of Scotland
  - Presbyterian Church of Wales
  - Union of Welsh Independents
  - United Free Church of Scotland
  - United Reformed Church
  - The Presbyterian Church in Ireland
  - Presbyterian Church of Africa
- Ghana
  - Evangelical Presbyterian Church, Ghana
  - Presbyterian Church of Ghana
- Grekland
  - Greek Evangelical Church
- Grenada
  - Presbyterian Church in Grenada
- Guatemala
  - National Evangelical Presbyterian Church of Guatemala
- Guyana
  - Presbyterian Church of Guyana
  - Guyana Congregational Union
  - Guyana Presbyterian Church
- Hong Kong 
  - Church of Christ in China, The Hong Kong Council
- Indien
  - Church of South India
  - Church of North India
  - Presbyterian Church of India
  - Evangelical Church of Maraland
  - The Church of Christ
  - Reformed Presbyterian Church, North East India
- Indonesien
  - Karo Batak Protestant Church
  - Evangelical Church in Kalimantan
  - Indonesian Christian Church
  - Evangelical Christian Church in West Papua
  - Christian Churches of Java
  - The East Java Christian Church
  - Christian Church in Luwuk Banggai
  - Pasundan Christian Church
  - Protestant Christian Church in Bali
  - Christian Church in Sulawesi
  - Christian Church in Central Sulawesi
  - Christian Church of Southern Sumatra
  - Christian Church of Sumba
  - Christian Evangelical Church in Bolaang Mongondow
  - The Christian Evangelical Church in Halmahera
  - Christian Evangelical Church in Minahasa
  - Sangihe-Talaud Evangelical Church
  - Christian Evangelical Church in Timor
  - Protestant Church in West Indonesia
  - Indonesian Protestant Church in Buol Toli-Toli
  - Indonesian Protestant Church in Donggala
  - Indonesian Protestant Church in Gorontalo
  - Protestant Church in the Moluccas
  - Protestant Church in Southeast Sulawesi
  - Toraja Church
  - Toraja Mamasa Church
- Iran
  - Synod of Evangelical Church of Iran
- Irland (Éire)
  - The Presbyterian Church in Ireland
- Israel
  - St. Andrew's Scots Memorial Church (Church of Scotland)
- Italy
  - Waldensian Evangelical Church (Union of Methodist and Waldensian Churches)
- Jamaica
  - The United Church in Jamaica and the Cayman Islands
- Japan
  - Church of Christ in Japan
  - Korean Christian Church in Japan
- Kamerun
  - Presbyterian Church in Cameroon
  - Presbyterian Church of Cameroon
  - African Protestant Church
- Kanada
  - The Presbyterian Church in Canada/L'Eglise presbytérienne au Canada
  - United Church of Canada
- Kongo, Demokratiska Republiken
  - Presbyterian Community in the Congo
  - Presbyterian Community of Eastern Kasai
  - Reformed Community of Presbyterians
  - Presbyterian Community of Kinshasa
  - Evangelical Community in Congo
  - Protestant Community of Shaba
  - Presbyterian Community of Western Kasai?/Reformed Presbyterian Community in Africa
- Kongo, Republiken
  - Evangeliska kyrkan i Kongo
- Kenya
  - Presbyterian Church of East Africa
  - Reformed Church of East Africa
- Kiribati
  - Kiribati Protestant Church
- Kroatien
  - Reformed Christian Church in Croatia
- Kuba
  - Presbyterian Reformed Church in Cuba
- Lesotho
  - Lesotho Evangelical Church
- Lettland
  - Reformed Church in Latvia
- Libanon
  - Union of the Armenian Evangelical Churches in the Near East
  - National Evangelical Synod of Syria and Lebanon
  - The National Evangelical Union of Lebanon
- Liberia
  - Presbyterian Church of Liberia
- Litauen
  - Synod of the Evangelical Reformed Church - Unitas Lithuaniae
- Luxemburg
  - Protestant Reformed Church of Luxemburg H.B.
- Madagaskar
  - Church of Jesus Christ in Madagascar
- Malawi
  - General Synod
- Malaysia
  - Presbyterian Church Malaysia
- Marocko
  - Evangelical Church in Morocco
- Marshallöarna
  - Marshalls United Church of Christ-Congregations
  - Reformed Congregational Churches
- Mauritius
  - Presbyterian Church of Mauritius
- Mexiko
  - National Presbyterian Church in Mexico, A. R.
  - Associate Reformed Presbyterian Church of Mexico
  - Presbyterian Reformed Church of Mexico
- Mozambique
  - Presbyterian Church of Mozambique
  - United Congregational Church of Southern Africa
  - United Church of Christ in Mozambique
  - Evangelical Church of Christ in Mozambique
- Namibia
  - Namibia Regional Council
- Nederländerna
  - Protestantiska Kyrkan i Nederländerna
  - Remonstrant Brotherhood
- Niger
  - Evangelical Church of the Republic of Niger
- Nigeria
  - Presbyterian Church of Nigeria
  - Christian Reformed Church of Nigeria
  - Church of Christ in the Sudan among the TIV
  - Evangelical Reformed Church of Christ
  - Reformed Church of Christ in Nigeria
  - United Church of Christ in Nigeria
- Niue
  - Church of Niue
- Nya Kaledonien
  - Evangelical Church in New Caledonia and Loyalty Islands
- Nya Zeeland
  - Presbyterian Church of Aotearoa New Zealand
- Pakistan
  - Presbyterian Church of Pakistan
  - Sialkot Diocese of the Church of Pakistan
- Polen
  - Evangelical-Reformed Church in Poland
- Portugal
  - Evangelical Presbyterian Church of Portugal
- Reunion
  - Protestant Church of Reunion Island
- Rumänien
  - Reformed Church in Romania - Transylvanian District
  - Reformed Church in Romania (Oradea)
- Rwanda
  - Presbyterian Church in Rwanda
- Schweiz
  - Schweiz evangeliska kyrkoförbund
- Senegal
  - Protestant Church of Senegal
- Serbien och Montenegro
  - Reformed Christian Church in Serbia and Montenegro
- Singapore
  - Presbyterian Church in Singapore
- Slovakien
  - Reformed Church of Slovakia
- Slovenien
  - Reformed Church in Slovenia
- Solomonöarna
  - United Church in Solomon Islands
- Spanien
  - Spanish Evangelical Church
- Sri Lanka
  - Dutch Reformed Church in Sri Lanka (Ceylon)
  - Presbytery of Lanka
- Sudan
  - Presbyterian Church of the Sudan
- Sverige
  - Svenska Missionskyrkan
- Sydafrika
  - Nederduitse Gereformeerde Kerk
  - Uniting Reformed Church in Southern Africa
  - Reformed Church in Africa (India)
  - Reformed Church in Southern Africa
  - Reformed Presbyterian Church in Southern Africa
  - United Congregational Church of Southern Africa
  - Peoples Church of Africa
  - Uniting Presbyterian Church in Southern Africa
- Sydkorea
  - KiJang
  - TongHap
  - DaeShin I
  - HapDongJeongTong
- Taiwan
  - Presbyterian Church in Taiwan
- Thailand
  - Church of Christ in Thailand
- Tjeckien
  - Evangelical Church of Czech Brethren
- Trinidad och Tobago
  - Church of Scotland
- Tunisien
  - Reformed Church in Tunisia
- Tuvalu
  - Church of Tuvalu
- Tyskland
  - Church of Lippe
  - Evangelical Reformed Church
  - Reformed Alliance
- Uganda
  - Reformed Presbyterian Church in Uganda
- Ukraina
  - Reformed Church in the Carpatho-Ukraine
- Ungern
  - Reformed Church of Hungary
- Uruguay
  - Valdensian Evangelical Church of the Rio de la Plata
- USA
  - Reformed Church in America
  - United Church of Christ
  - Christian Reformed Church in North America
  - Cumberland Presbyterian Church
  - Cumberland Presbyterian Church in America
  - Evangelical Presbyterian Church
  - Korean Presbyterian Church in America
  - Lithuanian Evangelical Reformed Church
  - Presbyterian Church (USA)
- Vanuatu
  - Presbyterian Church of Vanuatu
- Venezuela
  - Presbyterian Church of Venezuela
- Zambia
  - United Church of Zambia
  - Reformed Church in Zambia
  - Ndebele
  - Reformed Church in Zimbabwe
  - Dutch Reformed Church - Synod of Central Africa
  - Presbyterian Church of Southern Africa
  - Church of Central Africa Presbyterian - Synod of Harare
- Österrike
  - Reformed Church in Austria
- Östtimor
  - Christian Church in East Timor

## Svenska Missionskyrkans medlemskap i Reformerta kyrkornas världsallians
Tillsammans med pietistiska rörelser gav baptismen en folklig väckelse som släpptes loss när konventikelplakatet avskaffades 1858 och det blev tillåtet med bönemöten i hemmen. Det finns de som ser ett reformert inflytande i väckelsen centralgestalt Carl Olof Rosenius, ett inflytande som kanske kom från metodistpredikanten George Scott.. Även i Svenska Missionsförbundets Paul Petter Waldenström finns ett reformert inflytande. I Nordisk familjebok skriver man år 1921 följande: 
"Efter uteslutningen ur Evangeliska fosterlandsstiftelsen behöfde W:s vänner ett nytt enande organ. Då visade det sig, huru det reformerta inflytandet genom metodister och baptister på väckelserörelsen burit frukt. W:s slagord: "Hvar står det skrifvet?" är prägladt af reformert lagiskhet och icke af luthersk evangelisk frihet." 
Svenska Missionskyrkans tradition av ekumenik och frihet gör att det kan vara svårt att placera Missionskyrkan på den teologiska kartan. Historiskt har Svenska Missionskyrkan haft utbyte med kongregationalistkyrkan.. För missionsförbundet var medlemskapet i Internationella kongregationalistrådet mer en fråga om kongregationalism som princip och styrelsesätt som var i centrum "inte så mycket den reformert inriktade bekännelsen". Svenska Missionsförbundet blev medlemmar i Reformerta kyrkornas världsallians 1971. Man såg vissa problem med att vara i samma organisation som presbyterianska samfund det var "vissa nationella kyrkors stats- eller folkkyrkor, de reformerta bekännelsedokumentens förpliktigande karaktär, läran om predestinationen" samt risken risken att äventyra ekumeniska relationer, efter vidare efterforskningar valde man att söka medlemskap.. 
Modernt reformert inflytande i Missionskyrkan kan man se till exempel i trosläran Ny Skapelse där ett teologi från den reformerta teologen Karl Barth visar sig tydligt. Trots det har inte Karl Barth inte "blivit Svenska Missionskyrkans normalteolog" och mycket av det lutherska och lågkyrkliga arvet lever kvar.
Vissa menar medlemskapet i WARC är mer för gemenskap än för teologisk likhet, i en skrivelse från Samarbetsrådet mellan Metodistkyrkan i Sverige, Svenska Baptistsamfundet och Svenska Missionskyrkan uttrycker man det så här:
"Missionskyrkan har som historisk bakgrund en genuin svensk miljö. Tillhörigheten till WARC är närmast av gemenskapskaraktär, något som har skapat goda relationer och utbyte med några kyrkor i den europeiska kontexten."
På frågan om Missionskyrkan är kalvinister svarar teologen Lars Lindberg:
"Men är vi då kalvinister? Nej, det är inte många i vår värld i dag som vill kalla sig så, eftersom man ofta förknippar Calvin med stränghet och lagiskhet och dystra gudstjänster. Benämningen reformert är då öppnare och mer inspirerande."